# Regions d'Àfrica
Les regions d'Àfrica són les zones en què es pot dividir l'Àfrica segons el criteri emprat.

## Regions de les Nacions Unides
L'ONU empra per criteris estadístics una divisió del món basada en els punts cardinals que separa cada continent en diferents subregions. A l'Àfrica li corresponen les següents:
- Àfrica oriental
- Àfrica central
- Àfrica del Nord
- Àfrica Austral
- Àfrica Occidental

## Regions geogràfiques i culturals
El relleu ha propiciat la divisió en regions diferenciades. El desert del Sàhara és la gran frontera natural, que divideix el continent en dues porcions, el nord i l'Àfrica subsahariana. La tradició històrica ha creat zones que de vegades coincideixen amb les regions geogràfiques i d'altres no. Per exemple el nord del continent s'acostuma a dividir en dues meitat, l'occidental o Magrib i la part de la vall del Nil. Aquesta divisió prové del món àrab, separat en temps medievals en dues meitats, essent l'oriental la inclusió d'Egipte i el Llevant asiàtic. Actualment el terme Magrib continua en ús però la separació continental ha fet desaparèixer parcialment el concepte oposat, el Màixriq.
Per sota del límit sud del desert es troba el Sahel africà, una ecoregió amb una fauna i una vegetació pròpies diferenciades d'altres ecosistemes veïns. La banya d'Àfrica és la zona formada a l'est pels països que s'endinsa a la mar d'Aràbia i que històricament ha tingut un desenvolupament diferenciat, influït per Egipte i els països de l'Orient Mitjà i pels països centroafricans.

## Regions colonials
L'imperialisme va fer que a Àfrica imperin llengües colonials que marquin regions culturals diferenciades, com ara l'Àfrica francòfona o la lusòfona, fruit de l'anomenada cursa per l'Àfrica. Les fronteres establertes pels europeus van crear els estats contemporanis en gran manera, trencant les regions tradicionals i creant-ne de noves que no sempre han conviscut pacíficament amb els límits ètnics o lingüístics previs, com la regió del Congo.